# Слава (Ключівський район)
Сла́ва (рос. Слава) — село у складі Ключівського району Алтайського краю, Росія. Входить до складу Зеленополянської сільської ради.

## Населення
Населення — 45 осіб (2010; 80 у 2002).
Національний склад (станом на 2002 рік):
- росіяни — 89 %